# Daylight (film, 1996)
Pour les articles homonymes, voir Daylight.
Pour plus de détails, voir Fiche technique et Distribution.
Daylight, ou Tunnel de l'enfer au Québec, est un film américain réalisé par Rob Cohen et sorti en 1996.

## Synopsis
Le tunnel Holland relie l'île de Manhattan au New Jersey (Jersey City). En cette fin d'après-midi, des centaines de véhicules s'y pressent. Des malfaiteurs braquent un bijoutier et s'échappent avec sa voiture. Ils prennent le tunnel pour échapper à la police. Ils y percutent un camion transportant des produits toxiques illégaux et hautement inflammables. Le feu se propage à grande vitesse, détruisant tout sur son passage, provoquant l'éboulement de blocs de béton et autres dégâts à différents endroits du tunnel.
Les secours ne peuvent entrer dans le tunnel dont les accès sont bouchés par les éboulements, y compris la galerie de secours depuis le second tunnel encore intact. L'alpiniste Roy Nord, qui survit dans le tunnel, tente de trouver une sortie, mais il meurt dans sa tentative. Les survivants, menacés de noyade, d'hypothermie et d'étouffement, se tournent alors vers l'ancien chef des services médicaux d'urgence de la ville de New York (« New York City Emergency Medical Services Paramedics » ou EMS), Kit Latura qui, devenu chauffeur de taxi, se trouve sur place. Kit Latura fait l'impossible pour les sauver. Le temps presse car l'eau inonde progressivement le tunnel...

## Fiche technique
Sauf indication contraire, les informations mentionnées dans cette section peuvent être confirmées par la base de données cinématographiques IMDb,  présente dans la section « Liens externes ».
- Titre original et français : Daylight
- Titre québécois : Tunnel de l'enfer
- Réalisation : Rob Cohen
- Scénario : Leslie Bohem
- Musique : Randy Edelman
- Directeur de la photographie : David Eggby
- Montage : Peter Amundson
- Décors : Benjamín Fernández
- Production : John Davis et David T. Friendly
- Sociétés de production : Davis Entertainment et Joseph M. Singer Entertainment
- Distribution : Universal Pictures (États-Unis), United International Pictures (France)
- Budget : 80 000 000 $[1]
- Pays de production :  États-Unis
- Langue originale : anglais
- Format : couleurs - 1,85:1
- Genre : catastrophe, action, aventure, drame
- Durée : 114 minutes
- Dates de sortie :
  - États-Unis : 5 décembre 1996 (avant-première à Los Angeles), 6 décembre 1996 (sortie nationale)
  - France : 18 décembre 1996

## Distribution
- Sylvester Stallone (VF : Alain Dorval[note 1]) : Chef Kit Latura, ex-chef de l'EMS devenu chauffeur de taxi
- Amy Brenneman (VF : Nathalie Juvet) : Madelyne « Maddy » Thompson, l’écrivaine
- Viggo Mortensen (VF : Antoine Tomé) : Roy Nord, alpiniste et riche sportif publicitaire pour Territory Beyond
- Dan Hedaya : Frank Kraft, le chef adjoint de l’EMS
- Stan Shaw (VF : Thierry Desroses) : George Tyrell, le policier
- Jay O. Sanders (VF : Jean-Jacques Nervest) : Steven Crighton
- Karen Young : Sarah Crighton (VF : Yumi Fujimori)
- Danielle Harris (VF : Charlyne Pestel) : Ashley Crighton
- Colin Fox : Roger Trilling
- Claire Bloom (VF : Monique Mélinand) : Eleanor Trillin
- Trina McGee (VF : Jackie Berger) : LaTonya, une prisonnière
- Renoly Santiago : Mikey, un prisonnier
- Sage Stallone : Vincent, un prisonnier
- Marcello Thedford (VF : Christophe Peyroux) : Kadeem, un prisonnier
- Vanessa Bell Calloway (VF : Chrystelle Labaude) : Grace Calloway, répartitrice aux opérations du Tunnel
- Mark Rolston (VF : Sylvain Lemarié) : Chef Dennis Wilson, chef de l’EMS
- Barry Newman (VF : Jean Barney) : Norman Bassett, superviseur aux opérations du Tunnel
- Jo Anderson (VF : Françoise Dasque) : Bloom
- Nestor Serrano : Weller, ambulancier
- Rosemary Forsyth : Mme London
- Rob Cohen : Elliot, un homme d'affaires avec Roy Nord (caméo)

1. ↑  Alain Dorval fait également la VF de la pub de Roy Nord au début du film.

## Production

### Genèse et développement
Le scénario est écrit par Leslie Bohem (en). Son scénario prévoit initialement que Kit Latura meure à la fin du film. Universal Pictures refuse cette fin,.

### Attribution des rôles
Le réalisateur Rob Cohen souhaitait initialement Nicolas Cage pour interpréter le rôle de Kit Latura, mais les studios ne le jugent pas assez « bankable » et ont finalement choisi Sylvester Stallone. Ce dernier avoue avoir accepté le rôle en partie pour lutter contre sa claustrophobie,.
Le rôle de Vincent, un des survivants de la catastrophe, est tenu par Sage Stallone, le fils de Sylvester Stallone.

### Tournage
Le film a été en partie tourné dans le Holland Tunnel (la façade de l'entrée du tunnel représentant une tête d'indien est une création numérique pour le film). La plupart des séquences dans le tunnel sont en réalité dans les studios Cinecittà à Rome, choisis en raison de leur très grande taille. Les scènes de maquettes du tunnel sont tournées à Monterey. D'autres scènes sont tournées dans l'État de New York, à Croton-on-Hudson et Ossining, ainsi qu'à Milford dans le Connecticut.
Ce film est inspiré de faits réel, le 13 Mai 1949 un camion transportant quatre-vingts barils de 210 litres de sulfure de carbone est entré dans le tunnel sud dans le sens New Jersey - New York.  Après que le camion a voyagé vers l'est sur environ 880 m dans un trafic dense, l'un des barils s'est libéré de ses attaches, est tombé sur la chaussée et s'est ouvert. La vapeur libérée du baril s'est enflammée lorsqu'elle est entrée en contact avec une surface chaude, probablement un sabot de frein ou un tuyau d'échappement. La vapeur de sulfure de carbone s'enflamme lorsqu'il est porté à une température de 90 °C il est donc considéré comme hautement inflammable. L'incendie causa d'importants dommages dans la galerie sud, Les travaux de réparation s'élevèrent à 600 000 dollars. L'incendie a provoqué la mort de deux personnes et a fait 66 blessés.

## Bande originale
Sauf indication contraire ou complémentaire, les informations mentionnées dans cette section proviennent du générique de fin de l'œuvre audiovisuelle présentée ici.
- Action Man de Crit Harmon.
- Don't Go Out With Your Friends Tonite par Ho-Hum (en).

Musique non mentionnée dans le générique
- Whenever There Is Love (en) par Donna Summer et Bruce Roberts (en) de 1996 (début du générique de fin).

## Accueil

### Accueil critique
Sur l'agrégateur américain Rotten Tomatoes, le film récolte 25 % d'opinions favorables pour 40 critiques. Sur Metacritic, il obtient une note moyenne de 72⁄100 pour 7 critiques.

### Box-office
Bien qu'il soit rentable, le film n'est pas le succès attendu par le studio à l'époque grâce à la présence de Sylvester Stallone. En France, il dépasse le million d'entrée mais ne se classe qu'à la 28e place du box-office annuel.
| Pays ou région    | Box-office        | Date d'arrêt du box-office | Nombre de semaines |
| ----------------- | ----------------- | -------------------------- | ------------------ |
| États-Unis Canada | 33 023 469 $      | 9 janvier 1997             | 5                  |
| France            | 1 312 321 entrées |                            |                    |
| Total mondial     | 159 212 469 $     | -                          | -                  |

## Distinctions

### Récompenses
- Motion Picture Sound Editors Awards 1997 : Golden Reel Award pour les meilleurs sons[9]

### Nominations
- Oscars 1997 : meilleur montage de son
- Razzie Awards 1997 : pire acteur pour Sylvester Stallone, pire chanson originale pour Whenever There is Love de Bruce Roberts et Sam Roman
- The Stinkers Bad Movie Awards 1996 : pire acteur pour Sylvester Stallone